# Canon EOS 1100D
Canon EOS 1100D é uma câmera de 12.2 megapixels digital single-lens reflex anunciada pela Canon em 7 de fevereiro de 2011. é conhecido como o EOS Kiss X50 no Japão e a EOS Rebel T3 nas Américas. O 1100D é a Canon mais básica considerada entry-level, e introduz o modo de vídeo para outras DSLRs de nível de entrada. Ele substituiu o 1000D e é também a única Canon EOS modelo atualmente em produção que não é feita no Japão, mas em Taiwan, além da EOS Rebel T4i.

## Recursos
- 12.2 megapixel APS-C CMOS sensor.
- Processador de Imagem DIGIC IV.
- Monitor TFT LCD de 2.7 polegadas com resolução de 230.000 pixeis.
- Sensor de Fator de corte: 1,6 x
- Tamanho do Sensor : APS-C 22.2x14.7mm
- Vida mais longa da bateria: 700 disparos
- Tempo de inicialização: 100 ms
- Um pouco menor nível de ruído em ISO alto: 755 ISO
- O esforço contínuo de até 3 quadros por segundo para 830 JPEG quadros ou 2 quadros por segundo durante 5 MATÉRIAS quadros.
- Sensibilidade ISO 100-6,400.
- Canon EF/EF-S lentes.
- sRGB e Adobe RGB espaços de cores
- SD, SDHC e SDXC cartão de memória de armazenamento do arquivo
- Formato dos ficheiros de imagem: JPEG, RAW (14-bit CR2).
- Gravação de vídeo HD 720p a 25 ou 30 fps